# Cheiracanthium adjacens
Cheiracanthium adjacens es una especie de araña del género Cheiracanthium, familia Cheiracanthiidae, suborden Araneomorphae. Fue descrita científicamente por O. Pickard-Cambridge en 1885.

## Distribución
Se distribuye por Pakistán.